# Małgorzata Chojnacka (gimnastyczka)
Małgorzata Chojnacka, później Gaweł (ur. 20 września 1947 w Żochach) – gimnastyczka, ekonomistka, olimpijka z Meksyku 1968.
W trakcie trwania kariery zawodniczej (1960–1975) reprezentowała klub Legia Warszawa. Na igrzyskach olimpijskich w 1968 roku zajęła 82 miejsce w czwórboju gimnastycznym indywidualnie oraz 10 miejsce w czwórboju drużynowym.